# ستيوارت باترفيلد
ستيوارت باترفيلد هو كبير الإداريين التنفيذيين ورائد أعمال كندي، ولد في 1973 في Lund, British Columbia ‏ في كندا.

## وصلات خارجية
- ستيوارت باترفيلد على موقع الموسوعة البريطانية (الإنجليزية)
- ستيوارت باترفيلد على موقع إن إن دي بي (الإنجليزية)